# Gonzalo Echenique
Gonzalo Óscar Echenique, también conocido como "Chalo" (Rosario, Santa Fe, Argentina, 27 de abril de 1990), es un jugador de waterpolo argentino (con pasaporte español) nacionalizado en Italia.

## Trayectoria
Echenique, décimo de doce hermanos, es un jugador de waterpolo zurdo que juega de lateral y extremo derecho -posiciones 1 y 2 - y que destaca no solo por su gran visión de juego y lanzamiento, sino por su alto rendimiento, gran velocidad de natación y ritmo de juego.
Aprendió a nadar en el club de su ciudad natal Club Gimnasia y Esgrima de Rosario (GER). Y con apenas doce años pasó de la natación al waterpolo hasta lograr no sólo debutar en el primer equipo con tan sólo 16 años, sino participar también en la Selección juvenil argentina categoría 87.
En agosto de 2009, gracias a la invitación del español Daniel Ballart, viajó a Europa para jugar en el Club Natació Montjuïc, en ese momento en Segunda División (tercera categoría). Un año y medio después y con dos ascensos obtenidos se incorporó a la plantilla del Club Natació Sabadell, consiguiendo la Copa del Rey tras una inolvidable final frente al Atlètic-Barceloneta.
Tras dos temporadas en el Sabadell, se tiró a la piscina del Club Natació Atlètic-Barceloneta bajo las órdenes de Chus Martín, con el que ha conseguido sus grandes títulos. 
Chalo se despidió del Atlétic Barceloneta después de fichar por el Pro Recco italiano el verano de 2015, donde juega actualmente. En la temporada 2015-16 jugó cedido al equipo croata Primorje Rijeka.
En España, Echenique se abrió camino entre renombrados jugadores españoles e internacionales del waterpolo; llegando a conseguir en el verano de 2015, el pasaporte español con el que representó a su país de adopción en los Juegos Olímpicos de Río de Janeiro 2016. En 2017, se incorporó a la selección italiana, con la que ganó el Campeonato Mundial de 2019.